# Читарум
Читару́м (сунд. Walungan Citarum, индон. Ci Tarum) — река в Западной Яве в Индонезии. Река играет важную роль в жизни людей из Западной Явы, так как она используется для поддержки сельского хозяйства, водоснабжения, промышленности, канализации и т. д. В настоящее время река сильно загрязнена в результате деятельности человека; в бассейне реки проживает около пяти миллионов человек.
5 декабря 2008 года Азиатский банк развития выделил 500 млн долл. кредита для очистки реки, назвав её самой грязной рекой мира.

## Топографическая карта
- Лист карты B-48-XVIII (Ю. П.) Галиан. Масштаб: 1 : 200 000. — устье реки